# Kutalla
Kutalla, het moderne Tell Sifr is een archeologische vindplaats in het zuiden van Irak.
De bewoningsheuvel ligt een paar kilometer oostelijk van Larsa, 23 km zuidwestelijk van Shatrah. Er zijn voornamelijk spijkerschriftteksten uit de Oud-Babylonische tijd gevonden (18e-16e eeuw v.Chr.) en een centrum voor metaalbewerking. De plaats is in de vroege 21e eeuw grondig geplunderd.

## Opgravingen
Tell Sifr is al vroeg aan opgraving onderworpen door William Loftus (1857). Volgens Loftus verwijst de naam Tell Sifr naar de stukken kopermetaal die er regelmatig gevonden werden. Het Arabische woord صُفْر (sufr) betekent messing, geelkoper. Er werden een honderdtal tabletten gevonden, vele daarvan grotendeels intact. Sommige ervan waren voorzien van een dunne envelop van ongebakken klei die tot verbazing van Loftus na al die jaren nog heel gebleven was.
De kleitabletten die hij er vond, raakten echter  bij aankomst in Londen verward met de tabletten die Taylor in diezelfde tijd in Ur aantrof. De allereerste publicatie van Oud-Babylonische archieven door Strassmaier in 1882 beschreef ze samen als gevonden in weer een andere vindplaats: Warka (Uruk). De verwarring werd pas in 1980 door Charpin ontdekt en rechtgezet in zijn boek Étude des documents de «Tell Sifr». Prosopografie maakte het mogelijk van 34 tabletten vast te stellen dat zij van Taylors langvergeten vondsten uit Ur stamden.

## Geschiedenis
In de eerdere tijd van Isin en Larsa noemde koning Silliadad van Larsa zich "de verzorger van Nippur" en de "gouverneur van Ur, Larsa, Lagaš en Kutalla" (geschreven als ku-ta-al-laki-a) Later maakte de stad deel uit van het Oud-Babylonische Rijk. In de tijd van Samsu-iluna werd Kutalla korte tijd door Rim-Sin II van Larsa beheerst, die trachtte de onafhankelijkheid van Larsa te herstellen. Spoedig daarna werd de stad verwoest, waarschijnlijk door de Elamieten die de macht van Samsu-iluna in het zuiden voorgoed braken.

## Metallurgie
Loftus had een schat aan metalen werkstukken naar Engeland gestuurd en in 1971 is een deel daarvan aan analyse met röntgenfluorescentie onderworpen. Dit werk is slechts gedeeltelijk gepubliceerd. In 2014 werd nogmaals een analyse gepubliceerd, ditmaal op een completere verzameling voorwerpen na uitgebreid zoekwerk in de gegevens van het Britse Museum uit de 19e eeuw. De resultaten laten zien dat veel van de voorwerpen van een soort kringloopmetaal vervaardigd zijn dat voornamelijk uit koper (en niet brons) bestond. Er wordt soms wat arseen, nikkel of tin aangetroffen, maar het lijkt er niet op dat de smeden van Kutalla bewust probeerden de hardheid van het metaal door legering te verbeteren. Dit hangt ermee samen dat tot in de tweede helft van het 2e millennium tin een zeldzaam en duur metaal was. Nadien kwam de prijs pas flink omlaag. De smeden van alluviaal Mesopotamië waren geheel afhankelijk van invoer van metalen van buiten hun land.